# Rhabderemia
Rhabderemia is een geslacht van sponsdieren uit de klasse van de Demospongiae (gewone sponzen).

## Soorten
- Rhabderemia acanthostyla Thomas, 1968
- Rhabderemia africana van Soest & Hooper, 1993
- Rhabderemia antarctica van Soest & Hooper, 1993
- Rhabderemia batatas Ilan, Gugel & van Soest, 2004
- Rhabderemia besnardi Oliveira & Hajdu, 2005
- Rhabderemia bistylifera Lévi, 1961
- Rhabderemia burtoni van Soest & Hooper, 1993
- Rhabderemia coralloides Dendy, 1924
- Rhabderemia destituta van Soest & Hooper, 1993
- Rhabderemia fascicularis Topsent, 1927
- Rhabderemia forcipula (Lévi & Lévi, 1989)
- Rhabderemia gallica van Soest & Hooper, 1993
- Rhabderemia guernei Topsent, 1890
- Rhabderemia indica Dendy, 1905
- Rhabderemia intexta (Carter, 1876)
- Rhabderemia itajai Oliveira & Hajdu, 2005
- Rhabderemia mammillata (Whitelegge, 1907)
- Rhabderemia meirimensis Cedro, Hajdu & Correia, 2013
- Rhabderemia minutula (Carter, 1876)
- Rhabderemia mona (de Laubenfels, 1934)
- Rhabderemia mutans Topsent, 1927
- Rhabderemia profunda Boury-Esnault, Pansini & Uriz, 1994
- Rhabderemia prolifera Annandale, 1915
- Rhabderemia sorokinae Hooper, 1990
- Rhabderemia spinosa Topsent, 1896
- Rhabderemia spirophora (Burton, 1931)
- Rhabderemia stellata Bergquist, 1961
- Rhabderemia topsenti van Soest & Hooper, 1993
- Rhabderemia toxigera Topsent, 1892
- Rhabderemia uruguaiensis van Soest & Hooper, 1993